# 热兰
热兰（法語：Gellin，法語發音：[ʒɛlɛ̃]）是法国杜省的一个市镇，属于蓬塔利耶区。

## 地理
热兰（46°43'56"N, 6°14'17"E）面积4.87 平方千米，位于法国勃艮第-弗朗什-孔泰大區杜省，该省份为法国东部内陆省份，北起上索恩省，西接汝拉省，东部及东南部与瑞士接壤，东北部与贝尔福地区省接壤。
与热兰接壤的市镇（或旧市镇、城区）包括：布雷和迈松迪布瓦、雷莫赖布热翁、萨拉茹瓦、莱维勒迪约。

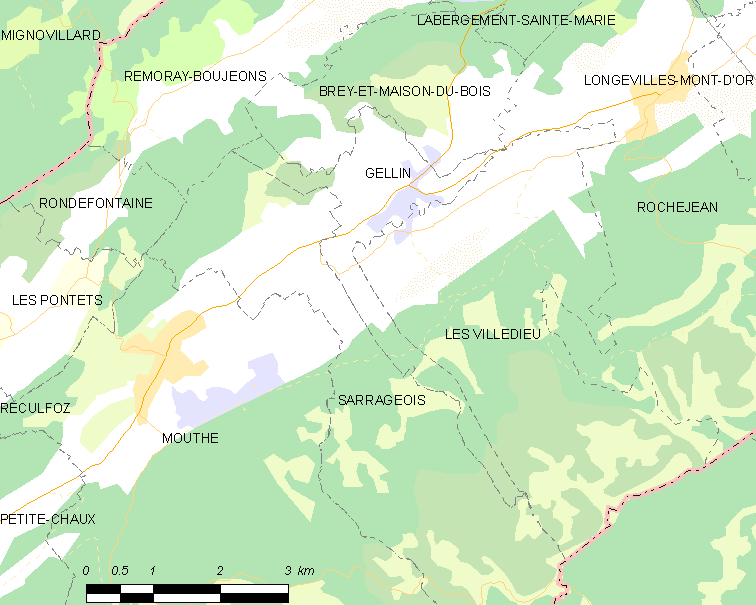
热兰的OSM定位图

热兰的时区为UTC+01:00、UTC+02:00（夏令时）。

## 行政
热兰的邮政编码为25240，INSEE市镇编码为25263。

## 政治
热兰所属的省级选区为弗拉讷县。

## 人口

1962-2008年间热兰人口变化图示

热兰于2022年1月1日时的人口数量为264人。